# Марк Емілій Лепід (претор)
Марк Емілій Лепід (лат. Marcus Aemilius Lepidus; помер після 213 року до н. е.) — римський полководець і політичний діяч з патриціанського роду Еміліїв, претор 218 і 213 років до н. е., претор-суффект 216 року до н. е. Учасник Другої Пунічної війни.

## Походження
Марк Емілій належав до знатного патриціанського роду Еміліїв, який античні автори відносили до найстаріших сімейств Риму. Одна з вісімнадцяти найстаріших триб отримала свою назву на честь цього роду. Його генеалогію зводили до Піфагора, або до царя Нуми Помпілія, а одна з версій традиції, що приводиться Плутархом, називає Емілією дочку Енея і Лавінії, яка народила від Марса Ромула — легендарного засновника Риму. Представників цього роду відрізняли, якщо вірити Плутарху, «високі моральні якості, в яких вони невпинно вдосконалювалися».
Перший носій когномена Лепід (лат. Lepidus — «красивий») досяг консульства у 285 році до н. е.  Марк Емілій був сином консула 232 до н. е. того ж імені та імовірно онуком першого Лепіда.

## Життєпис
Перша згадка про Марка Емілія в збережених джерелах належить до 218 році до н. е., коли він обіймав посаду претора. За жеребком йому випало керувати провінцією Сицилія. У цей час розпочиналася війна з Карфагеном; у командування противника був план раптовим ударом з моря зайняти столицю римської провінції Лілібей, але Лепіда попередив про небезпеку басилевс Сиракуз Гієрон II. Завдяки цьому намісник втримав місто, а потім розбив карфагенян в морській битві.
У 217 році до н. е. Марк Емілій висунув свою кандидатуру в консули, але пізніше взяв самовідвід на користь Луція Емілія Павла: останній став кандидатом від аристократії супроти «новій людині» Гаю Теренцію Варрону. У 216 році, після розгрому римської армії під Каннами, де полягло безліч сенаторів, Лепід, можливо, став претором-суффектом. У цій якості він керував засіданнями сенату. У тому ж році помер його батько, і Марк Емілій організував гладіаторські ігри в пам'ять про нього.
У 213 році до н. е. Лепід знову отримав претуру. На цей раз він став лат. praetor peregrinus (претором зі справ іноземців), але йому довелося очолити два легіони й рушити в Луцерію. Німецький дослідник Вільгельм Друман припускав, що цей претор — зовсім інший Марк Емілій Лепід, але Ельмар Клебс (автор статей про Лепідів у енциклопедії Паулі-Віссова) вважав, що мова йде про одну людину.

## Нащадки
У Марка Емілія був син того ж імені, двічі консул (в 187 і 175 роках до н. е.), цензор і принцепс сенату.